# Bilal Hamdi
Bilal Hamdi (Nedroma, 1º maggio 1991) è un ex calciatore algerino, di ruolo centrocampista.